# 偏羅俟
偏羅俟是唐代六詔之一的浪穹詔王，在父王望偏死後繼位，在位年期不明，死後由兒子俟羅君繼位。
| 前任： 望偏 | 六詔浪穹詔王 | 繼任： 俟羅君 |